# صدای صنوبر
صدای صنوبر یک مجموعه تلویزیونی محصول سال ۱۳۷۵ به کارگردانی شاپور قریب، نویسندگی افسانه شعبان نژاد می‌باشد که از شبکه دو پخش شد.صدای صنوبر در هفت قسمت به روی آنتن رفت.

## بازیگران
- مجید مظفری
- حنانه صفوت
- صدیقه کیانفر
- فرزانه هدایتی
- فرهاد خانمحمدی
- کتایون ریاحی
- مهری امیرحسینی